# Nothobranchius milvertzi
Nothobranchius milvertzi är en art av annuella årstidsfiskar bland de äggläggande tandkarparna. Den är endemisk till sötvatten-habitat i Luapula-provinsen i norra Zambia. Vuxna hannar kan bli upp till 3,7 cm långa, honorna i regel något mindre. Arten lever samman med karpfisken Barbus haasianus, tandkarpen Lacustricola moeruensis, en icke säkert artbestämd lungfisk i släktet Protopterus, och en ciklid i släktet Pseudocrenilabrus (troligen Pseudocrenilabrus philander).

## Upptäckt och taxonomi
Arten beskrevs vetenskapligt år 2014 av den ungerske iktyologen Béla Nagy i tidskriften Ichthyological Exploration of Freshwaters. Typlokalen för den holotyp som ligger till grund för den vetenskapliga beskrivningen av arten anges vara tillfälliga vattensamlingar i annars uttorkade flodbäddar, cirka 9 kilometer nordväst om byn Chiengi i Mwerusjöns avrinningsområde. Holotypen (diarieförd som "B2-027-P-0001") finns bevarad i samlingar vid Kungliga Centralafrikanska museet i Tervuren i Belgien. Där finns också 15 stycken paratyper.
Arten uppvisar flera yttre likheter med Nothobranchius taeniopygus.

## Livscykel
Nothobranchius milvertzi är kortlivade, och upplever i naturen mycket sällan sin ettårsdag. Anledningen till detta är att de lever i områden med synnerligen stora skillnader mellan regnperiod och torrperiod, och under den sistnämnda torkar allt flytande vatten ut, varvid de vuxna individerna utan undantag dör. Därav beteckningen "årstidsfiskar". Arten överlever då endast tack vare de romkorn som avlagts i bottensedimentet, och som ligger vilande i en så kallad diapaus i tre till och med fyra månader i väntan på nästa regnperiod. Romkornen är aningen ovala och mäter 1,27–1,36 mm i diameter.
Regnperioderna varar oftast uppemot sju, åtta månader, och under denna tid måste alltså nothobranchiusäggen hinna kläckas och de små ynglen växa upp och bli könsmogna för att hinna leka och avge nya romkorn. Misslyckas detta är risken stor att arten dör ut. Evolutionen har lett till att ynglen därför är extremt snabbväxande: från att bara ha varit 3–4 millimeter långa vid kläckningen växer hanarna under goda förhållanden upp till cirka 4 centimeters längd och uppnår könsmognad efter bara sex veckor. Till skillnad från de flesta andra romläggande fiskar är ynglen vid kläckningen relativt väl utvecklade, har redan förbrukat sin gulesäck, och kan genast simma fritt. Honorna utvecklas i en något långsammare, men jämnare takt.